# Projekt 670 Skat
Projekt 670 Skat (ryska: Скат (rocka), NATO-rapporteringsnamn Charlie I-klass) var en ubåtsklass tillverkad i Sovjetunionen mellan 1968 och 1973. Det var den första sovjetiska ubåtstypen som kunde avfyra sjömålsrobotar från undervattensläge. Samtliga ubåtar i klassen skrotades mellan 1990 och 1998.

## Fartyg

### Projekt 670Skat
Sjömålsrobotarna av typen P-70 Ametist är placerade i två rader om fyra robotar på var sin sida om tryckskrovet framför tornet. Det yttre formskrovet omsluter robottuberna vilket ger ubåten dess bulliga utseende.

#### K-43
Påbörjad: 9 maj 1964,  Sjösatt:2 augusti 1966, Tagen i tjänst: 5 november 1967, Skrotad: 30 juli  1992

1988 till 1992 leasades ubåten K-43 ut till Indiens flotta under namnet Charka.

#### K-212
Påbörjad: 6 februari 1965,  Sjösatt:20 mars 1968, Tagen i tjänst: 28 december 1968, Skrotad: 19 april  1990

#### K-25
Påbörjad: 2 december 1965,  Sjösatt:31 juli 1968, Tagen i tjänst: 30 december 1968, Skrotad: 24 juni  1991

#### K-121
Påbörjad: 25 november 1966,  Sjösatt:29 april 1969, Tagen i tjänst: 31 oktober 1969, Skrotad: 30 juni  1992

### K-313
Påbörjad: 14 juli 1966,  Sjösatt:16 juli 1969, Tagen i tjänst: 16 december 1969, Skrotad: 19 april  1990

#### K-308
Påbörjad: 29 december 1967,  Sjösatt:19 februari 1970, Tagen i tjänst: 20 september 1970, Skrotad: 30 juli  1992

#### K-320
Påbörjad: 30 april 1968,  Sjösatt:27 mars 1971, Tagen i tjänst: 15 september 1971, Skrotad: 19 april  1990

#### K-302
Påbörjad: 17 januari 1969,  Sjösatt:11 juli 1970, Tagen i tjänst: 1 december 1970, Skrotad: 30 juni  1992

#### K-325
Påbörjad: 6 september 1969,  Sjösatt:4 juni 1971, Tagen i tjänst: 5 november 1971, Skrotad: 24 juni  1991

#### K-429
Påbörjad: 26 januari 1971,  Sjösatt:22 april 1972, Tagen i tjänst: 15 september 1972, Skrotad

#### K-201
Påbörjad: 16 november 1971,  Sjösatt:1 september 1972, Tagen i tjänst: 26 december 1972, Skrotad: 19 april  1990

### Projekt 670MTjajka
1973 till 1980 tillverkades ytterligare sex ubåtar beväpnade med den kraftfullare sjömålsroboten P-120 Malachit. Till skillnad från Ametist-robotarna kunde Malachit styras i flykten vilket gjorde att de nya ubåtarna gjordes åtta meter längre för att få plats med den utrustning som krävdes för det. Dessa ubåtar fick beteckningen Projekt 670M Tjajka (ryska: Чайка (mås), NATO-rapporteringsnamn Charlie II-klass).

#### K-458
Påbörjad: 12 februari 1974,  Sjösatt:30 juni 1975, Tagen i tjänst: 29 december 1975, Skrotad: 24 juni  1991

#### K-452
Påbörjad: 30 december 1972,  Sjösatt:1 juni 1973, Tagen i tjänst: 30 december 1973, Skrotad: 30 maj  1998

#### K-479
Påbörjad: 20 december 1975,  Sjösatt:6 maj 1977, Tagen i tjänst: 30 september 1977, Skrotad: 5 juli  1992

#### K-503
Påbörjad: 7 februari 1977,  Sjösatt:22 september 1978, Tagen i tjänst: 31 december 1978, Skrotad: 30 juni  1993

#### K-508
Påbörjad: 10 december 1977,  Sjösatt:3 oktober 1979, Tagen i tjänst: 30 december 1979, Skrotad: 4 augusti  1995

#### K-209
Påbörjad: 20 december 1979,  Sjösatt:16 september 1980, Tagen i tjänst: 30 december 1980, Skrotad: 1996